# Костенуркова котка
Костенурковите котки са котки с цвят, подобен на черупка на костенурка. Представителите са предимно женски и рядко мъжки, защото често цветът на мъжките екземпляри е по-изчистен.
Костенурковата котка обикновено съдържа три цвята, които са смесени или разпръснати на петна. В тях често присъства бялото, а другите два цвята обикновено са червени или черни. Червеният понякога е заменен от оранжев, жълт или кремав, а черният – от шоколад, сиво или таби.
|  | Тази страница частично или изцяло представлява превод на страницата 玳瑁猫 в Уикипедия на китайски. Оригиналният текст, както и този превод, са защитени от Лиценза „Криейтив Комънс – Признание – Споделяне на споделеното“, а за съдържание, създадено преди юни 2009 година – от Лиценза за свободна документация на ГНУ. Прегледайте историята на редакциите на оригиналната страница, както и на преводната страница, за да видите списъка на съавторите. ВАЖНО: Този шаблон се отнася единствено до авторските права върху съдържанието на статията. Добавянето му не отменя изискването да се посочват конкретни източници на твърденията, които да бъдат благонадеждни. |